# Roodbrilamazone
De roodbrilamazone (Amazona pretrei) is een amazonepapegaai uit de familie Psittacidae (papegaaien van Afrika en de Nieuwe Wereld). De wetenschappelijke naam van de soort werd als Psittacus petrei in 1830 gepubliceerd door Coenraad Jacob Temminck. Het is een door habitatverlies kwetsbaar geworden vogelsoort die voorkomt in Brazilië, Argentinië en Paraguay.

## Kenmerken
De vogel is 32 cm lang en overwegend heldergroen gekleurd met veren die de indruk van schubben maken. Rond het oog en tot aan de snavelbasis is de vogel rood. De hoeveelheid rood op de kop is variabel. Er is een smalle, witte ring om het oog. De arm- en handpennen (vleugelveren) hebben blauwe uiteinden. De snavel is vuilgeel.

## Verspreiding en leefgebied
Deze soort heeft een sterk versnipperd verspreidingsgebied in zuidelijk Brazilië, Argentinië en Paraguay. De leefgebieden van deze vogel liggen in half open bosgebieden, meest savanne en bos langs rivieroevers. De vogel broedt in holtes van grote bomen en leeft van zaden.

## Status
De grootte van de populatie werd in 2022 door BirdLife International geschat op 15.600 volwassen individuen. De populatie-aantallen zijn waarschijnlijk stabiel. Delen van het leefgebied die in 1914 nog voor 25% bebost waren, hadden in 1988 nog maar 3% aan bos. Het leefgebied wordt dus aangetast door ontbossing, waarbij natuurlijk bos plaats maakt voor begrazingsgebied voor rundvee. Daarnaast is er illegale handel waarbij nesten van deze papegaai in hun geheel worden meegenomen door de nestbomen te kappen. Om deze redenen staat deze soort als kwetsbaar op de Rode Lijst van de IUCN.
Er gelden beperkingen voor de handel in deze papegaai, want de soort staat in de Bijlage I en II van het CITES-verdrag.